# Laura Gorla
Laura Gorla (Milano, 2 novembre 1985) è un'ex cestista italiana, playmaker di 177 cm.

## Carriera
Ha giocato nella massima serie con Viterbo nella stagione 2007-2008. Ha giocato anche con Ancona, Alcamo, Biassono e Virtus La Spezia.
Nel 2012-2013 scende in Serie B per vestire la maglia della Magika Pallacanestro di Castel San Pietro Terme.

## Statistiche
Dati aggiornati al 30 giugno 2010.
| Stagione        | Squadra               | Competizione | Partite | Partite | Partite | Statistiche tiro | Statistiche tiro | Statistiche tiro | Altre statistiche | Altre statistiche | Altre statistiche | Altre statistiche | Altre statistiche |
| Stagione        | Squadra               | Competizione | Pres.   | Titol.  | Minuti  | Tiri da 2        | Tiri da 3        | Liberi           | Rimb.             | Assist            | Rubate            | Stopp.            | Punti             |
| --------------- | --------------------- | ------------ | ------- | ------- | ------- | ---------------- | ---------------- | ---------------- | ----------------- | ----------------- | ----------------- | ----------------- | ----------------- |
| 2006-2007       | Sisa Ancona           | Serie A2     | 29      | 11      | 758     | 47/148           | 29/146           | 49/66            | 70                | 35                | 54                | 3                 | 231               |
| 2007-2008       | Gescom Viterbo        | Serie A1     | 27      | 6       | 352     | 13/28            | 10/41            | 7/8              | 17                | 8                 | 12                | 0                 | 63                |
| '08-feb. '09    | Gea Magazzini Alcamo  | Serie A2     | 12      | 4       | 218     | 7/29             | 8/35             | 8/18             | 15                | 4                 | 12                | 0                 | 46                |
| feb. 09-'09     | Pilot Italia Biassono | Serie A2     | 10      | 2       | 206     | 15/37            | 3/23             | 22/41            | 29                | 2                 | 13                | 0                 | 61                |
| 2009-2010       | Virtus Basket Spezia  | Serie A2     | 30      | 30      | 907     | 41/131           | 38/139           | 57/81            | 86                | 31                | 48                | 4                 | 253               |
| Totale carriera |                       |              |         |         |         |                  |                  |                  |                   |                   |                   |                   |                   |